# Молодіжний чемпіонат Європи з футболу 2000 (кваліфікація)
Молодіжний чемпіонат Європи з футболу 2000, кваліфікація — відбірний етап чемпіонату Європи, що відбувся з 4 вересня 1998 по 9 жовтня 1999.

## Група 1
|   |           | І | В | Н | П | МЗ | МП | О  |
| - | --------- | - | - | - | - | -- | -- | -- |
| 1 | Італія    | 8 | 7 | 1 | 0 | 20 | 7  | 22 |
| 2 | Швейцарія | 8 | 4 | 2 | 2 | 8  | 4  | 14 |
| 3 | Данія     | 8 | 3 | 1 | 4 | 11 | 13 | 10 |
| 4 | Білорусь  | 8 | 2 | 1 | 5 | 5  | 12 | 7  |
| 5 | Уельс     | 8 | 0 | 3 | 5 | 6  | 14 | 3  |

| - Білорусь 0-2 Данія - Уельс 1-2 Італія - Данія 2-2 Уельс - Італія 1-0 Швейцарія - Швейцарія 2-0 Данія - Уельс 0-0 Білорусь - Данія 1-2 Італія - Швейцарія 1-0 Уельс - Італія 4-1 Білорусь - Данія 2-0 Білорусь | - Італія 6-2 Уельс - Уельс 1-2 Данія - Швейцарія 0-0 Італія - Білорусь 1-0 Швейцарія - Білорусь 1-0 Уельс - Данія 1-3 Швейцарія - Швейцарія 2-1 Білорусь - Італія 3-1 Данія - Білорусь 1-2 Італія - Уельс 0-0 Швейцарія |

## Група 2
|   |          | І  | В | Н | П | МЗ | МП | О  |
| - | -------- | -- | - | - | - | -- | -- | -- |
| 1 | Греція   | 10 | 7 | 2 | 1 | 32 | 10 | 23 |
| 2 | Норвегія | 10 | 7 | 1 | 2 | 21 | 8  | 22 |
| 3 | Грузія   | 10 | 2 | 5 | 3 | 11 | 13 | 11 |
| 4 | Латвія   | 10 | 2 | 3 | 5 | 8  | 19 | 9  |
| 5 | Словенія | 10 | 1 | 5 | 4 | 10 | 19 | 8  |
| 6 | Албанія  | 10 | 1 | 4 | 5 | 8  | 21 | 7  |

| - Грузія 0-1 Албанія - Норвегія 2-0 Латвія - Греція 2-2 Словенія - Латвія 1-2 Грузія - Словенія 1-3 Норвегія - Греція 3-2 Грузія - Норвегія 4-1 Албанія - Словенія 0-1 Латвія - Албанія 0-5 Греція - Греція 2-1 Норвегія - Грузія 0-0 Словенія - Латвія 0-2 Греція - Латвія 0-0 Албанія - Грузія 0-3 Норвегія - Норвегія 0-0 Грузія | - Албанія 1-2 Норвегія - Грузія 1-1 Греція - Латвія 1-1 Словенія - Греція 6-0 Латвія - Албанія 1-1 Словенія - Словенія 3-1 Албанія - Норвегія 2-1 Греція - Албанія 1-1 Латвія - Словенія 2-2 Грузія - Грузія 4-2 Латвія - Норвегія 3-0 Словенія - Греція 5-2 Албанія - Албанія 0-0 Грузія - Латвія 2-1 Норвегія - Словенія 0-5 Греція |

## Група 3
|   |                   | І | В | Н | П | МЗ | МП | О  |
| - | ----------------- | - | - | - | - | -- | -- | -- |
| 1 | Туреччина         | 8 | 4 | 4 | 0 | 11 | 4  | 16 |
| 2 | Німеччина         | 8 | 4 | 1 | 3 | 9  | 7  | 13 |
| 3 | Фінляндія         | 8 | 3 | 4 | 1 | 9  | 7  | 13 |
| 4 | Північна Ірландія | 8 | 1 | 3 | 4 | 5  | 9  | 6  |
| 5 | Молдова           | 8 | 0 | 4 | 4 | 3  | 10 | 4  |

| - Фінляндія 1-0 Молдова - Туреччина 2-0 Північна Ірландія - Туреччина 2-0 Німеччина - Північна Ірландія 1-1 Фінляндія - Молдова 0-2 Німеччина - Туреччина 1-1 Фінляндія - Північна Ірландія 1-1 Молдова - Північна Ірландія 1-0 Німеччина - Туреччина 2-0 Молдова - Німеччина 2-0 Фінляндія | - Молдова 0-0 Північна Ірландія - Німеччина 2-0 Молдова - Фінляндія 0-0 Туреччина - Молдова 1-1 Фінляндія - Фінляндія 3-1 Німеччина - Північна Ірландія 1-2 Туреччина - Німеччина 1-0 Північна Ірландія - Молдова 1-1 Туреччина - Фінляндія 2-1 Північна Ірландія - Німеччина 1-1 Туреччина |

## Група 4
|   |          | І | В | Н | П | МЗ | МП | О  |
| - | -------- | - | - | - | - | -- | -- | -- |
| 1 | Франція  | 8 | 6 | 1 | 1 | 18 | 4  | 19 |
| 2 | Росія    | 8 | 6 | 0 | 2 | 17 | 5  | 18 |
| 3 | Україна  | 8 | 3 | 2 | 3 | 16 | 12 | 11 |
| 4 | Ісландія | 8 | 2 | 0 | 6 | 9  | 18 | 6  |
| 5 | Вірменія | 8 | 1 | 1 | 6 | 6  | 27 | 4  |

| - Україна 1-0 Росія - Ісландія 0-2 Франція - Вірменія 3-1 Ісландія - Росія 2-1 Франція - Україна 8-0 Вірменія - Ісландія 1-2 Росія - Франція 4-0 Україна - Вірменія 0-2 Росія - Україна 5-1 Ісландія - Франція 3-1 Вірменія | - Франція 2-0 Росія - Ісландія 2-0 Вірменія - Вірменія 1-1 Україна - Росія 3-0 Ісландія - Україна 0-0 Франція - Росія 6-0 Вірменія - Ісландія 4-1 Україна - Вірменія 1-4 Франція - Росія 2-0 Україна - Франція 2-0 Ісландія |

## Група 5
|   |            | І | В | Н | П | МЗ | МП | О  |
| - | ---------- | - | - | - | - | -- | -- | -- |
| 1 | Англія     | 8 | 7 | 0 | 1 | 23 | 3  | 21 |
| 2 | Польща     | 8 | 5 | 2 | 1 | 21 | 12 | 17 |
| 3 | Болгарія   | 8 | 4 | 2 | 2 | 17 | 9  | 14 |
| 4 | Швеція     | 8 | 2 | 0 | 6 | 7  | 15 | 6  |
| 5 | Люксембург | 8 | 0 | 0 | 8 | 0  | 29 | 0  |

| - Швеція 0-2 Англія - Болгарія 2-2 Польща - Польща 5-0 Люксембург - Англія 1-0 Болгарія - Болгарія 2-1 Швеція - Люксембург 0-5 Англія - Англія 5-0 Польща - Швеція 3-0 Люксембург - Люксембург 0-3 Болгарія - Польща 2-0 Швеція | - Англія 3-0 Швеція - Польща 3-3 Болгарія - Болгарія 0-1 Англія - Люксембург 0-4 Польща - Англія 5-0 Люксембург - Швеція 1-4 Болгарія - Люксембург 0-1 Швеція - Польща 3-1 Англія - Швеція 1-2 Польща - Болгарія 3-0 Люксембург |

## Група 6
|   |            | І | В | Н | П | МЗ | МП | О  |
| - | ---------- | - | - | - | - | -- | -- | -- |
| 1 | Іспанія    | 8 | 7 | 1 | 0 | 21 | 5  | 22 |
| 2 | Нідерланди | 8 | 6 | 0 | 2 | 17 | 8  | 18 |
| 3 | Ізраїль    | 8 | 2 | 2 | 4 | 6  | 13 | 8  |
| 4 | Кіпр       | 8 | 1 | 3 | 4 | 7  | 18 | 6  |
| 5 | Австрія    | 8 | 1 | 0 | 7 | 8  | 15 | 3  |

| - Австрія 0-1 Ізраїль - Кіпр 1-3 Іспанія - Кіпр 2-1 Австрія - Нідерланди 3-0 Ізраїль - Ізраїль 0-4 Іспанія - Нідерланди 3-2 Австрія - Кіпр 0-3 Нідерланди - Іспанія 4-0 Австрія - Ізраїль 1-1 Кіпр - Нідерланди 0-1 Іспанія | - Австрія 0-1 Нідерланди - Іспанія 4-1 Нідерланди - Ізраїль 2-1 Австрія - Нідерланди 5-1 Кіпр - Австрія 1-2 Іспанія - Кіпр 1-1 Ізраїль - Ізраїль 0-1 Нідерланди - Іспанія 1-1 Кіпр - Австрія 3-0 Кіпр - Іспанія 2-1 Ізраїль |

## Група 7
|   |             | І | В | Н | П | МЗ | МП | О  |
| - | ----------- | - | - | - | - | -- | -- | -- |
| 1 | Словаччина  | 8 | 5 | 2 | 1 | 12 | 6  | 17 |
| 2 | Португалія  | 8 | 5 | 2 | 1 | 17 | 6  | 17 |
| 3 | Румунія     | 8 | 3 | 3 | 2 | 10 | 8  | 12 |
| 4 | Угорщина    | 8 | 2 | 0 | 6 | 12 | 16 | 6  |
| 5 | Азербайджан | 8 | 1 | 1 | 6 | 5  | 20 | 4  |

| - Словаччина 2-1 Азербайджан - Угорщина 0-3 Португалія - Азербайджан 2-1 Угорщина - Португалія 1-1 Румунія - Словаччина 1-0 Португалія - Угорщина 1-2 Румунія - Португалія 5-0 Азербайджан - Румунія 0-1 Словаччина - Азербайджан 0-2 Румунія - Словаччина 4-1 Угорщина | - Португалія 1-1 Словаччина - Румунія 2-1 Угорщина - Угорщина 3-0 Словаччина - Румунія 1-1 Азербайджан - Азербайджан 0-2 Португалія - Словаччина 0-0 Румунія - Угорщина 4-1 Азербайджан - Румунія 2-3 Португалія - Азербайджан 0-3 Словаччина - Португалія 2-1 Угорщина |

## Група 8
|   |                    | І | В | Н | П | МЗ | МП | О  |
| - | ------------------ | - | - | - | - | -- | -- | -- |
| 1 | Хорватія           | 8 | 6 | 2 | 0 | 25 | 7  | 20 |
| 2 | Югославія          | 8 | 5 | 2 | 1 | 29 | 10 | 17 |
| 3 | Ірландія           | 8 | 4 | 2 | 2 | 13 | 12 | 14 |
| 4 | Мальта             | 8 | 1 | 0 | 7 | 8  | 23 | 3  |
| 5 | Північна Македонія | 8 | 1 | 0 | 7 | 2  | 25 | 3  |

| - Ірландія 2-2 Хорватія - Македонія 1-0 Мальта - Мальта 0-3 Хорватія - Ірландія 2-1 Мальта - Хорватія 4-0 Македонія - Мальта 5-1 Македонія - Югославія 1-1 Ірландія - Мальта 1-5 Югославія - Македонія 0-2 Хорватія - Ірландія 0-0* Македонія | - Югославія 7-0 Мальта - Югославія 2-6 Хорватія - Хорватія 1-0 Мальта - Ірландія 0-2 Югославія - Хорватія 5-1 Ірландія - Югославія 2-0 Македонія - Македонія 0-8 Югославія - Мальта 1-3 Ірландія - Хорватія 2-2 Югославія - Македонія 0-1 Ірландія |

## Група 9
|   |                      | І  | В | Н | П  | МЗ | МП | О  |
| - | -------------------- | -- | - | - | -- | -- | -- | -- |
| 1 | Бельгія              | 10 | 8 | 1 | 1  | 31 | 9  | 25 |
| 2 | Чехія                | 10 | 8 | 1 | 1  | 17 | 5  | 25 |
| 3 | Литва                | 10 | 5 | 1 | 4  | 14 | 10 | 16 |
| 4 | Шотландія            | 10 | 4 | 2 | 4  | 18 | 12 | 14 |
| 5 | Боснія і Герцеговина | 10 | 2 | 1 | 7  | 11 | 24 | 7  |
| 6 | Естонія              | 10 | 0 | 0 | 10 | 4  | 35 | 0  |

| - Литва 0-0 Шотландія - Боснія і Герцеговина 3-2 Естонія - Бельгія 0-2 Чехія - Литва 0-1 Бельгія - Боснія і Герцеговина 0-0 Чехія - Шотландія 2-0 Естонія - Литва 4-0 Боснія і Герцеговина - Чехія 3-0 Естонія - Бельгія 2-0 Шотландія - Шотландія 2-2 Бельгія - Чехія 1-0 Литва - Литва 4-1 Естонія - Шотландія 0-1 Чехія - Бельгія 4-0 Боснія і Герцеговина - Боснія і Герцеговина 1-2 Литва | - Естонія 0-3 Чехія - Чехія 3-2 Шотландія - Естонія 0-2 Литва - Естонія 1-7 Бельгія - Бельгія 5-0 Естонія - Литва 0-2 Чехія - Боснія і Герцеговина 2-5 Шотландія - Бельгія 3-0 Литва - Чехія 1-0 Боснія і Герцеговина - Естонія 0-4 Шотландія - Боснія і Герцеговина 3-4 Бельгія - Шотландія 2-0 Боснія і Герцеговина - Чехія 1-3 Бельгія - Естонія 0-2 Боснія і Герцеговина - Шотландія 1-2 Литва |

## Збірні, що посіли 2 місця у групах
| Група | Група      | І | В | Н | П | МЗ | МП | О  |
| ----- | ---------- | - | - | - | - | -- | -- | -- |
| 1     | Чехія      | 6 | 5 | 0 | 1 | 10 | 5  | 15 |
| 2     | Нідерланди | 6 | 4 | 0 | 2 | 13 | 6  | 12 |
| 3     | Росія      | 6 | 4 | 0 | 2 | 9  | 5  | 12 |
| 4     | Югославія  | 6 | 3 | 2 | 1 | 19 | 10 | 11 |
| 5     | Португалія | 6 | 3 | 2 | 1 | 10 | 6  | 11 |
| 6     | Польща     | 6 | 3 | 2 | 1 | 12 | 12 | 11 |
| 7     | Норвегія   | 6 | 3 | 1 | 2 | 9  | 5  | 10 |
| 8     | Швейцарія  | 6 | 3 | 1 | 2 | 7  | 4  | 10 |
| 9     | Німеччина  | 6 | 2 | 1 | 3 | 5  | 7  | 7  |

## Плей-оф
Матчі пройшли 12, 13 та 14 листопада, матчі-відповіді 16 та 17 листопада 1999.
| Команда 1  | Заг.      | Команда 2  | 1-й матч | 2-й матч |
| ---------- | --------- | ---------- | -------- | -------- |
| Португалія | 2 - 3     | Хорватія   | 2 - 0    | 0 - 3    |
| Чехія      | 3 - 1     | Греція     | 3 - 0    | 0 - 1    |
| Польща     | 2 - 2 (ч) | Туреччина  | 2 - 1    | 0 - 1    |
| Нідерланди | 4 - 2     | Бельгія    | 2 - 2    | 2 - 0    |
| Норвегія   | 1 - 7     | Іспанія    | 1 - 3    | 0 - 4    |
| Англія     | 3 - 0     | Югославія  | 3 - 0    | -        |
| Росія      | 1 - 4     | Словаччина | 0 - 1    | 1 - 3    |
| Франція    | 2 - 3     | Італія     | 1 - 1    | 1 - 2    |